# Neocheiridium corticum
Espèce
Synonymes
- Cheiridium corticum Balzan, 1887

Neocheiridium corticum est une espèce de pseudoscorpions de la famille des Cheiridiidae.

## Distribution
Cette espèce se rencontre au Paraguay, en Argentine, au Brésil et en Équateur.

## Publication originale
- Balzan, 1887 : Chernetidae nonnullae Sud-Americanae, I. Asuncion.